# Lombardie mineure

Territoire lombard à la mort d'Agilulf (616)

Lombardie mineure (Langobardia Minor en latin) était le nom donné au début du Moyen Âge au territoire sous domination lombarde dans le centre-sud de l'Italie, correspondant aux duchés de Spolète et de Bénévent. Après la conquête du Royaume lombard par Charlemagne en 774, la Lombardie mineure est restée sous contrôle lombard.

## Histoire
En 568, arrivés dans le Frioul, les Lombards ont repris à l'empereur byzantin Justin II une grande partie du territoire situé au sud des Alpes, mais au début, ils ne constituent pas un domaine uniforme. Les terres conquises ont été regroupées, dans la terminologie de l'époque, dans deux  importantes entités : Lombardie majeure, des Alpes à la Toscane d'aujourd'hui, et « Lombardie mineure » qui comprenait les possessions au sud des territoires Byzantins qui au VIe siècle s'étendait de Rome à Ravenne, reliées par un couloir traversant l'Ombrie et les Marches. L'exarchat de Ravenne était relié à Rome par le « corridor Byzantin », traversant Orvieto, Chiusi et Pérouse, séparant ainsi la Lombardie mineure et de la majeure.
Tandis que la Lombardie majeure a été fragmentée en de nombreux duchés et gastaldats, la mineure a connu pendant toute la durée du Royaume des Lombards (568-774), une remarquable stabilité institutionnelle, restant divisée en deux duchés, celui de Spolète et de Bénévent formés immédiatement après la descente des Lombards, dans les années 570. Les premiers ducs étaient Faroald à Spolète et Zotton à Bénévent. 
Au début, ils ont seulement englobé géographiquement les régions intérieures, laissant le contrôle des zones côtières aux Byzantins, ce n'est que plus tard, surtout à l'époque du roi Agilulf (591-616) que les possessions lombardes ont été également étendues aux côtes : toute la côte Adriatique entre Otrante et la forteresse byzantine d'Ancône, la mer Ionienne et la mer Tyrrhénienne.

La "Lombardie mineure" in 849 AD

Cependant le duché de Bénévent n'a jamais été en mesure d'occuper en permanence Naples, le Salento et la pointe de la Calabre (sud de Cosenza et de Crotone) ainsi que Rome et sa banlieue.